# Sola Arena
Die Sola Arena (aufgrund einer Sponsoringvereinbarung offiziell Vår Energi Arena Sola) ist eine Mehrzweckhalle mit Radrennbahn in der norwegischen Kommune Sola. Sie wurde im September 2021 eröffnet, beherbergt die derzeit einzige überdachte Radrennbahn des Landes und ist somit das erste Velodrom in Norwegen, seitdem die Bahn im Dælenenga idrettspark in Oslo 1947 abgerissen wurde.

## Geschichte und Beschreibung
Die Pläne zum Bau einer Radrennbahn in Sola wurden von 2014 bis 2016 entwickelt. Auftraggeber für den Bau war die interkommunale Rogalands-Kollaboration „Folkehallene“, die Sportstätten in weiteren Gemeinden der Provinz Rogaland betreibt. Finanziert wurde der Bau der Sola Arena durch Lotto-Einnahmen, Zuschüsse des Staates und der Provinz Rogaland, Spenden der SR Bank, Kredite und der von Anne Kristoff (Mutter des Radrennfahrers Alexander Kristoff) geleiteten Spendenkampagne „3V“.
2018 gewann die Arbeitsgemeinschaft des norwegischen Baukonzerns Consto (Generalunternehmer) mit dem Architekturbüro Trollvegg aus Kristiansand die Ausschreibung für die Planung und den Bau der Halle. Wesentliche bautechnische Beratungsleistungen erbrachte Sweco. Die Bahn selbst wurde von dem deutschen Unternehmen Velotrack gebaut; sie ist 250 Meter lang und nach UCI-Normen (Kategorie 2) zertifiziert. Ursprünglich sollte die Halle zum Jahreswechsel 2019/20 eingeweiht werden, aber die Fertigstellung verzögerte sich. Die Halle liegt im Sportpark von Sola, in dem sich auch das Fußballstadion befindet; der Innenraum der Sola Arena kann für weitere Sportarten wie Turnen oder Ballspiele genutzt werden.
In den vergangenen Jahren mussten die nationalen Bahn-Meisterschaften wegen einer fehlenden geeigneten Bahn in Polen oder Dänemark ausgetragen werden. Trotzdem gelang es der Norwegerin Anita Yvonne Stenberg, 2020 WM-Dritte im Punktefahren zu werden und sich für die Olympischen Sommerspiele in Tokio zu qualifizieren, wo sie im Omnium Rang fünf belegte. Sie erhielt einen eigenen Sitz mit ihrem Namen in der Halle.
Im Oktober 2021 wurden die norwegischen Meisterschaften auf der neuen Bahn ausgerichtet.
Im Februar 2022 gingen die Folkehallene, die fünf Hallen in Norwegen betreibt, und das Energieversorgungsunternehmen Vår Energi eine langjährige Partnerschaft über zehn Jahre mit einer möglichen Verlängerung ein. Die fünf Veranstaltungsstätten erhielten einen neuen Namen. Die Sola Arena trägt seitdem offiziell den Namen Vår Energi Arena Sola.

## Galerie

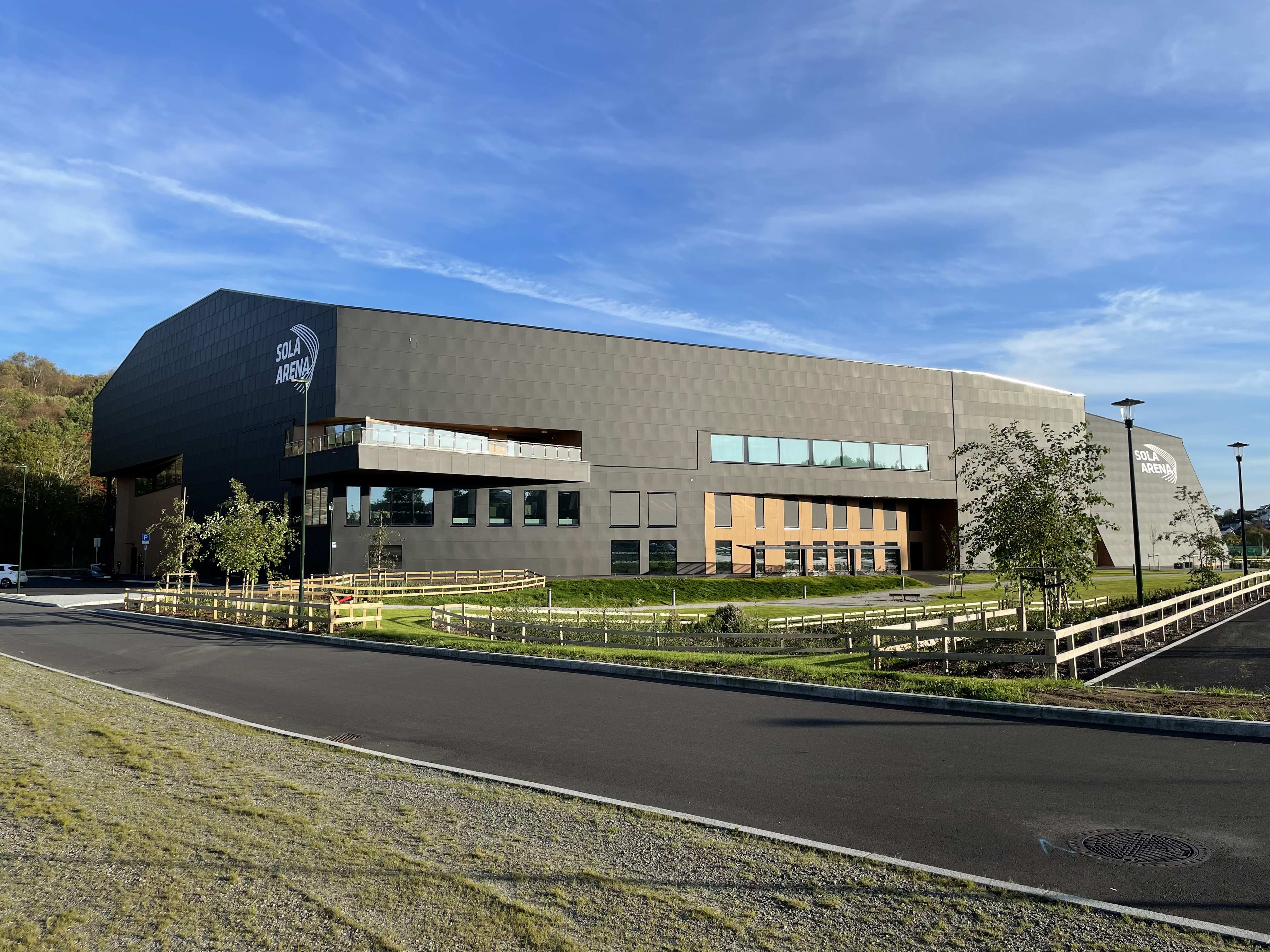
Sola Arena (2021)
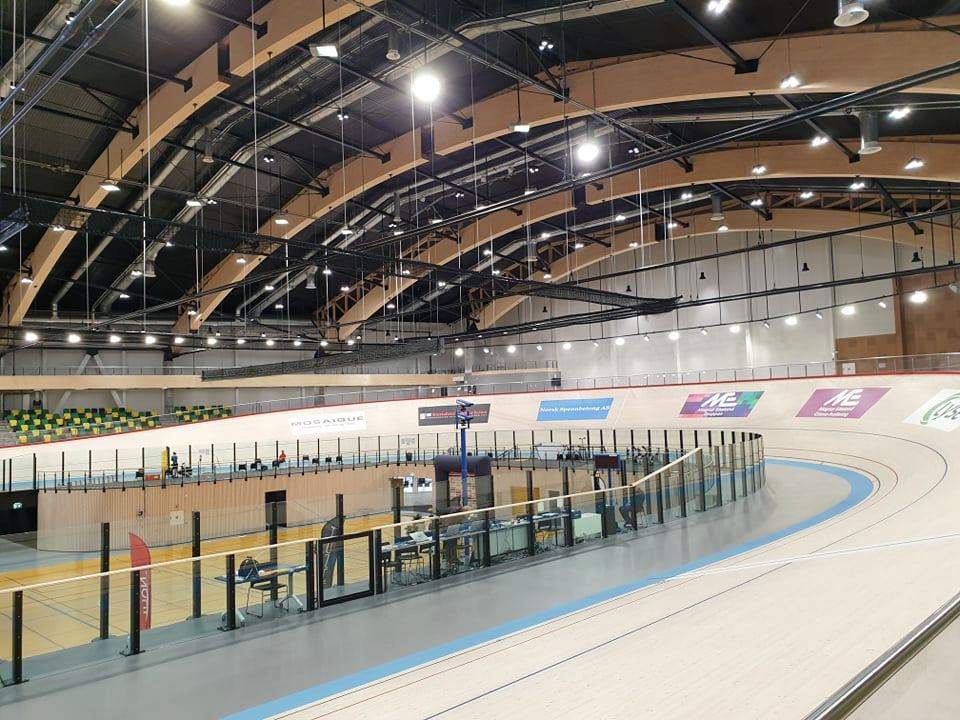
Blick in den Innenraum
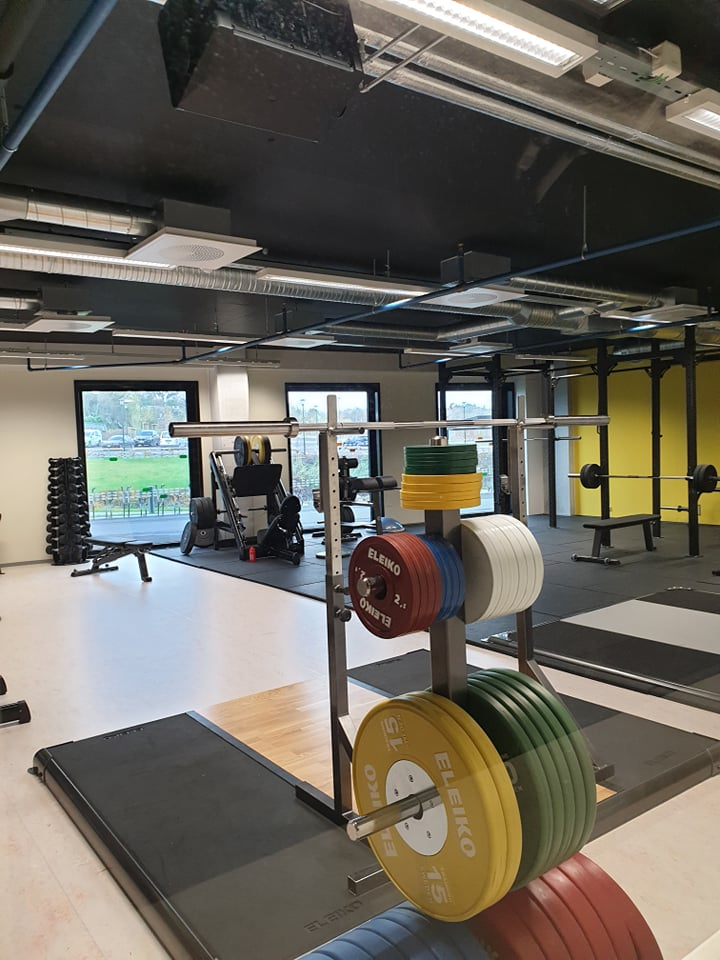
Kraftraum
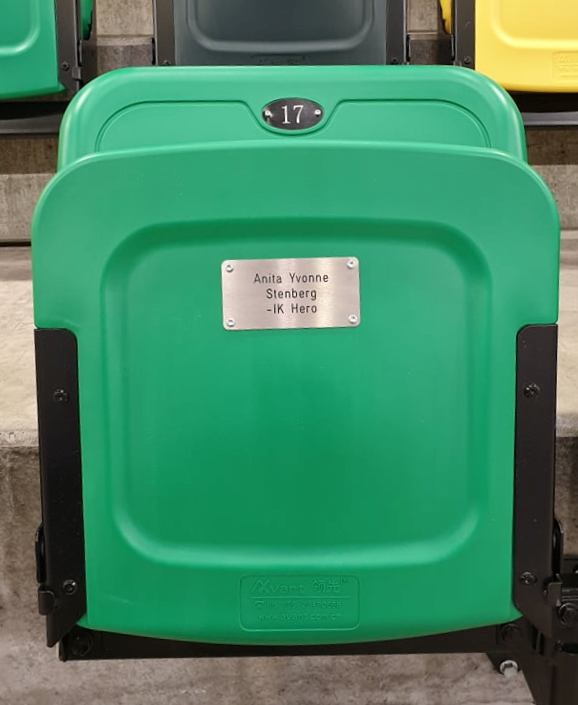
Sitz für Anita Yvonne Stenberg
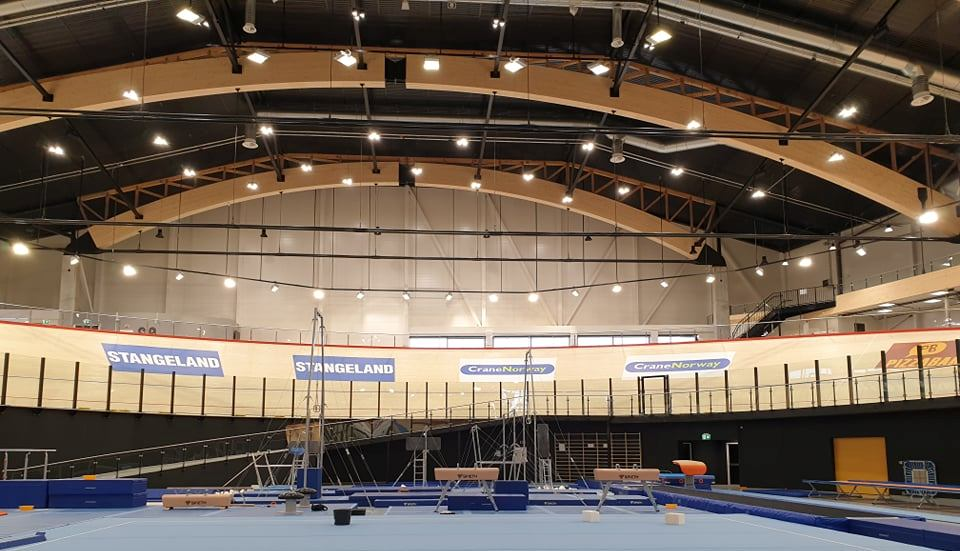
Innenraum mit Turngeräten
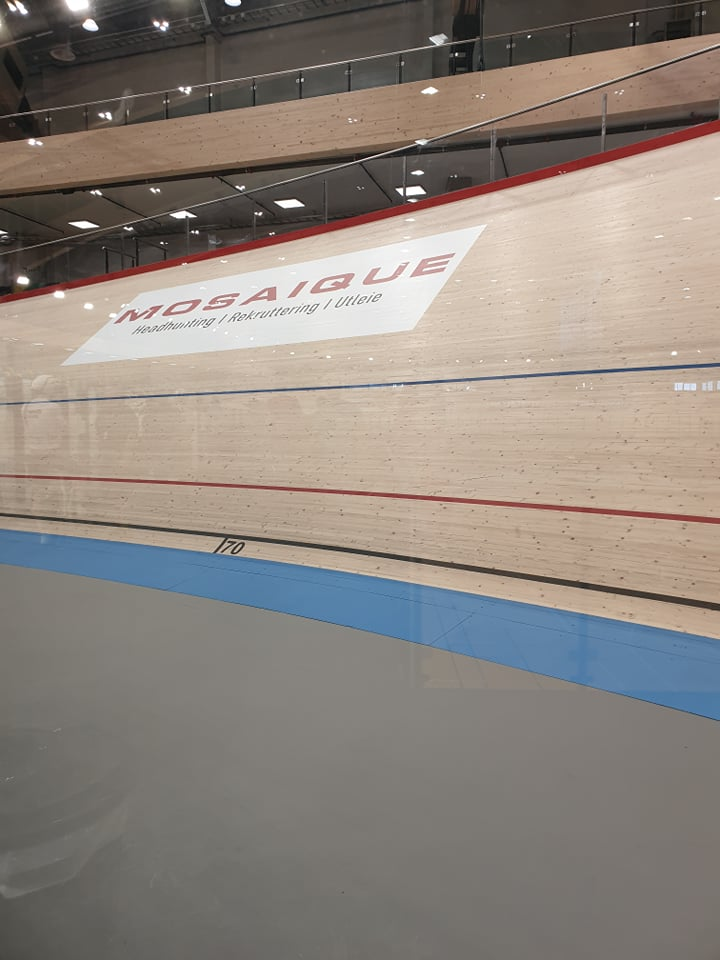
Die Radrennbahn